# Глинка, Михал (1991)
Михал Глинка (чеш. Michal Hlinka; род. 19 марта 1991 года, Нови-Йичин, Чехословакия) — чешский хоккеист, центральный и правый крайний нападающий.

## Карьера
Воспитанник чешского клуба ХК «Витковице», выступал в составе юниорской и молодежной команд в элитных лигах Чехии соответствующего возраста.
Выступал в составе клубов QMJHL «Шикутими Сагнес» и «Льюистон Мейньякс», всего в североамериканских клубах провел 90 матчей, набрал 56 очков (22 + 34), в плей-офф четыре матча и одна результативная передача.
С шестнадцатилетнего возраста выступает в составе сборных Чехии U16, впоследствии U17. В составе молодежной сборной Чехии участвовал на чемпионатах мира среди молодежных команд 2010 и 2011 годов.
С 2010 по 2016 выступал за ХК «Оломоуц». В составе чешского клуба выступал на престижном Кубке Шпенглера в 2013 году.
С 2012 по 2016 защищал цвета команды ХК «Витковице».
С 2017 по 2019 выступал за «Дуклу» (Йиглава).
С 2019 года играет за клуб «Поруба» (Острава).

## Достижения
- Серебряный призёр чемпионата Чехии 2011